# Tamara Evplova
Tamara Vasil'evna Evplova (in russo Тамара Васильевна Евплова?; Mosca, 18 maggio 1937 – Mosca, 22 febbraio 2018) è stata una schermitrice sovietica, vincitrice di una medaglia d'oro ai campionati mondiali di scherma.